# Chaîne Horlick
La chaîne Horlick est une chaîne de montagnes dans la chaîne Transantarctique de l'Antarctique, se trouvant à l'est du glacier Reedy et incluant le chaînon Wisconsin, les Long Hills et le chaînon Ohio.

## Géographie

### Subdivisions
- Chaînon Wisconsin[1],[2]
- Chaînon Ohio[1],[2]
- Long Hills[2]

### Principaux sommets
Les principaux sommets de la chaîne sont les suivants :
| Sommet            | Altitude (en mètres) | Massif            |
| ----------------- | -------------------- | ----------------- |
| Pic Faure         | 3 940                | Chaînon Wisconsin |
| Mont Minshew      | 3 895                | Chaînon Wisconsin |
| Haworth Mesa      | 3 610                | Chaînon Wisconsin |
| Sisco Mesa        | 3 350                | Chaînon Wisconsin |
| Pic Murtaugh      | 3 085                | Chaînon Wisconsin |
| Mont Schopf       | 2 990                | Chaînon Ohio      |
| Mont Glossopteris | 2 865                | Chaînon Ohio      |
| Pic Skinner       | 2 600                | Chaînon Ohio      |

## Histoire
Les montagnes ont été découvertes lors de deux observations effectuées durant l'expédition antarctique Byrd, 1933-35, l'une par Kennett L. Rawson depuis la position approximative de 83° 05′ S, 105° 19′ O, à la fin de son vol dans le sud-est du 22 novembre 1934, et l'autre par Quin Blackburn en décembre 1934, à partir de positions en cherchant le glacier Leverett et le glacier Albanus. Les régions du chaînon Wisconsin ont été découvertes via une photographie aérienne effectuée par l'USN Operation Highjump, en 1946 et 1947. La totalité de la chaîne montagneuse fut analysée par l'USARP et fut cartographiée grâce à des photographes aériens de l'U.S. Navy, entre 1959 et 1964. Elles furent baptisées par l'amiral Byrd en hommage à William Horlick de la Horlick's Malted Milk Corp., un soutien financier de l'expédition Byrd de 1933-35.